# Helmer Wennberg
Helmer Teodor Wennberg, född den 25 augusti 1883 i Väse församling, Värmlands län, död den 25 augusti 1971 i Karlstad, var en svensk bankman.
Wennberg avlade studentexamen 1904 och examen från Schartaus handelsinstitut 1905. Efter anställning i olika banker 1905–1920 var han direktör i Smålands enskilda bank 1920–1926. Wennberg blev verkställande direktör i Sparbanken i Christianstad 1926 och var styrelseledamot i Svenska sparbanksföreningen 1933–1949. Han blev riddare av Vasaorden 1939. Wennberg vilar på Väse kyrkogård.